# Rochebaudin
Rochebaudin é uma comuna francesa na região administrativa de Auvérnia-Ródano-Alpes, no departamento de Drôme. Estende-se por uma área de 7,56 km². Em 2010 a comuna tinha 121 habitantes (densidade: 16 hab./km²).